# کویت‌محله
کویت‌محله، روستایی است از توابع بخش مرکزی شهرستان مینودشت در استان گلستان ایران.

## مراکز زیارتی
امام زاده موسی (ع)، که در فاصله یک کیلومتری این روستا واقع شده‌است و مورد توجه زائرانی از روستاهای اطراف می‌باشد.

## جمعیت
این روستا در دهستان چهل‌چای قرار داشته و بر اساس سرشماری سال ۱۳۸۵ جمعیت آن ۶۵۲ نفر (۱۴۱ خانوار)
بوده است.